# Xiuladora de Timor
La xiuladora de Timor (Pachycephala orpheus) és un ocell de la família dels paquicefàlids (Pachycephalidae).

## Hàbitat i distribució
Habita els boscos de les illes Timor i Wetar, a les illes Petites de la Sonda.